# بادفول-دون
بادفول-دون (به فرانسوی: Badefols-d'Ans) یک کمون (فرانسه) در فرانسه است که در canton of Hautefort واقع شده‌است. بادفول-دون ۱۸٫۳۴ کیلومتر مربع مساحت دارد ۲۹۳ متر بالاتر از سطح دریا واقع شده‌است.